# Eudactylinodes nigra
Eudactylinodes nigra är en kräftdjursart. Eudactylinodes nigra ingår i släktet Eudactylinodes och familjen Eudactylinidae. Inga underarter finns listade i Catalogue of Life.